# Simona Ertan
Simona Ertan est une artiste peintre, graveuse et céramiste française d'origine roumaine, née le 27 novembre 1923 à Bucarest, morte le 19 mars 2016 à Cachan.
Elle a vécu à Buenos Aires (Argentine) à compter de 1940, puis en France à compter de 1961, successivement rue Charles Laffitte à Neuilly-sur-Seine puis au 64, rue Émeriau dans le 15e arrondissement de Paris.

## Biographie
Simona Ertan, qui naît et grandit dans un univers mélomane — elle-même pratiquera le piano jusqu'à l'âge de 13 ans —, étudie l'art de la gravure à Bucarest. Elle y est entre 1936 et 1940 élève de Risa Propst-Kraid (1894-1983) — artiste peintre de facture classique qui émigrera ensuite en Israël —, avant de se réfugier avec sa famille à Buenos Aires dès les premiers mois de la Seconde Guerre mondiale et d'y suivre de 1941 et 1943 les cours d'Eugenio Menghi, s'initiant dans le même temps à l'art de la céramique. De cette période, à l'instar de sa formation, ses aquarelles comme ses huiles sur panneaux, ou plus rarement sur toiles, sont d'une facture classique (portraits, autoportraits, nus, natures mortes, scènes d'intérieur, paysages), énonçant aussi un esprit profondément mélomane : un tableau intitulé Inachevé renvoie en réalité à la symphonie éponyme n° 8 de Franz Schubert, un autre, Carnaval, exprime la vigueur émotionnelle du ballet de Robert Schumann, d'autres encore constituent des hommages à Ludwig van Beethoven ou au pianiste Arthur Rubinstein.
Si l'occasion lui est offerte, lors d'un séjour aux États-Unis en 1950, de connaître « l'un des plus grands chocs de sa vie » en voyant le Guernica de Pablo Picasso, Simona Ertan travaille encore dans une facture classique — influencée toutefois par le fauvisme et l'expressionnisme — en 1951 et partiellement en 1952 (Arlequin, Bouquet de fleurs), jusqu'à donc son voyage en Europe de cette année-là — notamment à Paris — où elle fréquente l'avant-garde abstraite pour, à son retour à Buenos-Aires, rejoindre le groupe abstrait argentin Arte Nuevo (Carmelo Arden-Quin, Martha Boto, Eduardo Jonquieres, Juan Melé, Luis Tomasello et Gregorio Vardanega, réunis autour du poète et critique d'art Aldo Pellegrini). « J'optais alors pour le mouvement constructiviste » évoque-t-elle : de fait, en 1953, la peinture de Simona Ertan, qu'elle va du reste théoriser en donnant des articles dans Ver y estimar, la revue d'art de Jorge Romero Brest (es), bascule bien dans les compositions géométriques.
Si en 1955 elle renoue avec la pratique de la céramique, c'est aussi l'année où, par un article qu'elle publie dans Ver y estimar (intitulé Pintura contemporánea de la India), elle affirme un intérêt qui se révélera persistant pour la peinture indienne, inspirateur d'une partie de son œuvre à venir, « ajoutant à son registre une note exotique très ornementale et colorée, d'accent matisséen ». Mais, pour l'heure, une peinture enchâssée en boîtier PPMA avec clous et cordes intitulée Mon violon perdu, 1960, dédiée au violoniste Robert Soetens qu'elle rencontre lors de ses récitals à Buenos Aires, énonce de la géométrie pure.
Après des séjours au Portugal (Lisbona, gouaches de 1959), en Espagne (Barcelona, gouaches de 1959), en Italie (Ravenna, gouaches et encres de 1959) et en Angleterre (gouaches de 1959-1961), Simone Ertan arrive à Paris en avril 1961. L'une de ses premières toiles parisiennes, En souvenir de Filip Lazar, 1961, hommage au grand compositeur et pianiste roumain, évoque une sensibilité musicale qui se range dorénavant elle aussi dans l'avant-garde en même temps qu'elle constitue le témoignage de l'apparition du collage dans des œuvres qu'elle expose à la galerie Denise René (1961), au musée d'art moderne de la ville de Paris (1962), au musée d'art moderne de Céret (1962), au Salon des réalités nouvelles (1963), puis à l'exposition Cinquante ans de collages de Picasso à nos jours (musée d'art moderne et contemporain de Saint-Étienne Métropole, 1964).
En 1967, Simona Ertan s'oriente « en introduisant dans ses œuvres des éléments narratifs, vers une figuration allégorique » qu'une large persistance de géométries architecturales (Palazzo ducale, Madonna del Sasso ou Saint-Paul de Vence en 1967, Villa d'Este en 1969, Avignon et Abbaye de Beauport en 1971, Ombrelles à Sirmione, San Marco et Tombeaux saadiens en 1974) situe plus dans la suite de sa période abstraite Arte Nuevo que dans une véritable rupture. Les évocations des lieux visités — Simona Ertan voyage beaucoup — se dédoublent de ferveur musicale (Château en Allemagne, en 1979, est un nouvel hommage à Beethoven) et religieuse (Chapelle en Grèce en 1979, Monastère en Roumanie et Sur les pas de Sainte Thérèse d'Avila en 1982), voire d'un mysticisme qui, interpellant les écrits argentins de Simona, ira chercher sa vérité en Inde (Taj Mahal) et au-delà (Temple asiatique, 1995).
Se revendiquant tout à la fois de la contemporanéité et de très anciennes racines, Simona Ertan, dont les passions, les émotions et la spiritualité en même temps que sa perception du monde sensible ont dirigé la vie et l'œuvre, a durant plus de 70 années peint en laissant parler sa plus secrète sensibilité. Que, regardant ses œuvres, nous laissions parler la nôtre, c'est le simple vœu qu'elle formule dans la conclusion de son livre.

## Simona Ertan par elle-même
« Je suis née à Bucarest, à l'époque du Royaume, où j'ai vécu dans une ambiance musicale - nièce de compositeur, la musique est ma première langue. À l'âge de neuf ans je dessine le portrait de mon grand-père et à treize ans je quitte le piano pour ce qui finit par être l'art plastique.
Atelier privé à Bucarest ainsi qu'à Buenos Aires, aussi bien créatrice de formes céramiques, de décors, etc. Je me considère indépendante, parfois architecturale et architecturée dans mon travail ! Tout ce qui est actuel m'intéresse. Tout ce qu'on fait aujourd'hui peut être appelé contemporain, souvent avec des racines qui vont très très loin en arrière. Michel Seuphor disait : « Rien n'est nouveau, on fait les choses autrement. »

## Expositions

### Expositions personnelles
- Galería Müller, Buenos Aires, 1950.
- Sala Quinta Van Riel, Buenos Aires, 1959, 1960 (tempéras).
- Kunstverein, Essen, 1964.
- Aerolineas Argentinas, Paris, 1969.
- Maison de l'Argentine, 83, avenue Henri-Martin, Paris, mars 1970.
- Fondation Royaumont, Abbaye de Royaumont, 1971.
- Internationale Stiftung Mozarteum, Salzbourg, 1972.
- Fondation Vasarely, Aix-en-Provence, 1988.
- Galerie du Centre culturel Arturo Lopez, Neuilly-sur-Seine, 1988.
- Galerie Étienne de Causans, Paris, 1993.
- Brenner's Park, Baden-Baden, 1996.
- Galerie La Papessa, Vienne (Autriche), 2000.
- Barcelone, 2003
- Institut français de Vienne, 2004.
- Musée national Georges-Enesco, Bucarest, octobre 2004.
- Église Saint-Germain-l'Auxerrois, Paris, 2006.

### Expositions collectives
- Groupe Arte Nuevo, Galeria Van Riel, Buenos Aires, novembre 1955[6].
- 4e Salon Arte Nuevo, Galeria Van Riel, Buenos Aires, 1958[7].
- Peintres et sculpteurs argentins en France, Maison de l'Amérique, Paris, 1959.
- Salon de Mai, Barcelone, 1960.
- 6e Salon Arte Nuevo, Museo de Artes Plásticas Eduardo Sívori (es), Buenos Aires, 1960[8].
- Galerie Denise René, Paris, 1961, 1963.
- Art latino-américain à Paris: Gesner Armand, Martha Boto, Jorge Camacho, Marta Colvin, Ivan Contreras-Brunet, Pedro Coronel, Carlos Cruz-Díez, Simona Ertan, Joaquin Ferrer, Alberto Guzmán, Eduardo Jonquieres, Frans Krajcberg, Rodolfo Krasno, Wifredo Lam, Julio Le Parc, Francesco Marino di Teana, Roberto Matta, Alejandro Otero, Gina Pellón, Alicia Penalba, Marie-Thérèse Pinto, Arthur-Luiz Piza, Juan Luis Rodriguez Sibaja, Flavio-Shiro Tanaka, Francisco Sobrino, Luis Tomasello, Jesus Rafael Soto, Hervé Télémaque, Gregorio Vardanega, Oswaldo Vigas, Musée d'art moderne de la ville de Paris, août-octobre 1962.
- Musée de Leverkusen, 1962.
- Musée d'art moderne de Céret, 1962.
- Gruppe 62, Munich, 1963.
- Salon des réalités nouvelles, Paris, 1963[9] à 1967.
- Cinquante ans de collages de Picasso à nos jours : Carmelo Arden-Quin, Jean Arp, Georges Braque, Marcelle Cahn, Salvador Dalí, Jean Dubuffet, Max Ernst, Simona Ertan, Raoul Hausmann, Marcel Janco, Fernand Léger, Man Ray, Joan Miró, Philippe Morisson, Aurélie Nemours, Emilio Pettoruti, Pablo Picasso, Diego Rivera, Kurt Schwitters, Michel Seuphor, Nicolas de Staël, Victor Vasarely, Maria Elena Vieira da Silva, Musée d'art et d'industrie de Saint-Étienne, juin-septembre 1964[10].
- Pavillon Marsan, Paris, 1964.
- Salon de l'Art sacré, Paris, 1964, 1965, 1966, 1982.
- Salon des Surindépendants, Paris, 1965, 1966.
- Les maîtres contemporains du vitrail, Palais de Chaillot, Paris, puis Montréal, 1969.
- Salon d'automne, Paris, à partir de 1970[11].
- Salon des femmes peintres, Paris, 1973, 1976[12].
- 90e Salon de l'Union des femmes peintres et sculpteurs, UNESCO, Paris, février-mars 1975 (affiche par Simona Ertan).
- Palais des Papes d'Avignon, 1978
- Cathédrale de Coventry, Londres, 1978.
- Salon Comparaisons, Paris, 1982.
- Sainte Thérèse d'Avila dans l'art contemporain: Ode Bertrand, Simona Ertan, Henri Guérin, Jean-Marie Martin, Musée du Luxembourg, Paris, juillet 1983.
- Salon Grands et jeunes d'aujourd'hui, Paris, 1983.
- Geometrias heterodoxas: Martha Boto, Eugenia Crenovich, Simona Ertan, Auguste Herbin, Virgilio Villalba..., Musée d'art moderne de Buenos Aires, 2003.
- Salon Art Shopping, Carrousel du Louvre, octobre 2009.

## Réception critique
- « L'œuvre de Simona Ertan est d'une remarquable originalité et révèle un esprit créateur lucide, entièrement maître de la très riche complexité de ses dispositions et de ses expériences successives... Et pourtant l'unité de l'ensemble est parfaitement résolue par des subtils rapports entre toutes les parties. Ainsi, Simona Ertan propose-t-elle une solution très personnelle au problème toujours actuel du dépassement de l'antinomie "abstraction-figuration" qui divise l'art de notre époque. » - Roger van Gindertael, 1970[1]
- « Le mérite de Simona Ertan est sans doute d'avoir su éviter toute gratuité formelle dans ses élégantes compositions en leur donnant une qualité un peu hautaine et mystérieuse. » - Gérald Gassiot-Talabot, 1970[1]
- « La peinture de Simona Ertan conjugue la rigueur architectonique au lyrisme mesuré d'une palette nuancée. La mise en forme de ses espaces s'opère à travers la juxtaposition de plans contrastés dont la symbolique ressort des activités agissantes de la mémoire. Passé de l'abstraction construite à une figuration allégorique, cette peinture, en effet, définit des topographies nostalgiques habitées par le souvenir. Et ces métaphores de s'exalter dans la chaude lumière rendue par un esprit attentif aux mouvances d'un visible sans cesse recommencé. » - Gérard Xuriguera, 1981[1]
- « Simona Ertan structure l'espace avec autant de géométrie dans la finesse que de finesse dans la géométrie. Elle a tiré du cubisme la grande leçon de rigueur constructive qui aboutit à la plus rationnelle épure de la forme. Cependant, elle n'a pas perdu le lien le plus précieux de l'artiste, la vraie santé du poète, le contact avec la grande nature, celle de l'être et celle des choses. Son itinéraire visuel suit la course exacte de son cheminement mental et affectif: un va-et-vient entre la raison et la vie. » - Pierre Restany, 1981[1]

## Prix et distinctions
- Diplôme d'honneur d'art graphique, Ancône, 1968.
- Médaille d'or de la ville de Salsomaggiore Terme.
- Médaille et diplôme d'excellence de la ville de Los Angeles.
- Membre de l'Académie européenne des sciences et des arts.

## Collections publiques

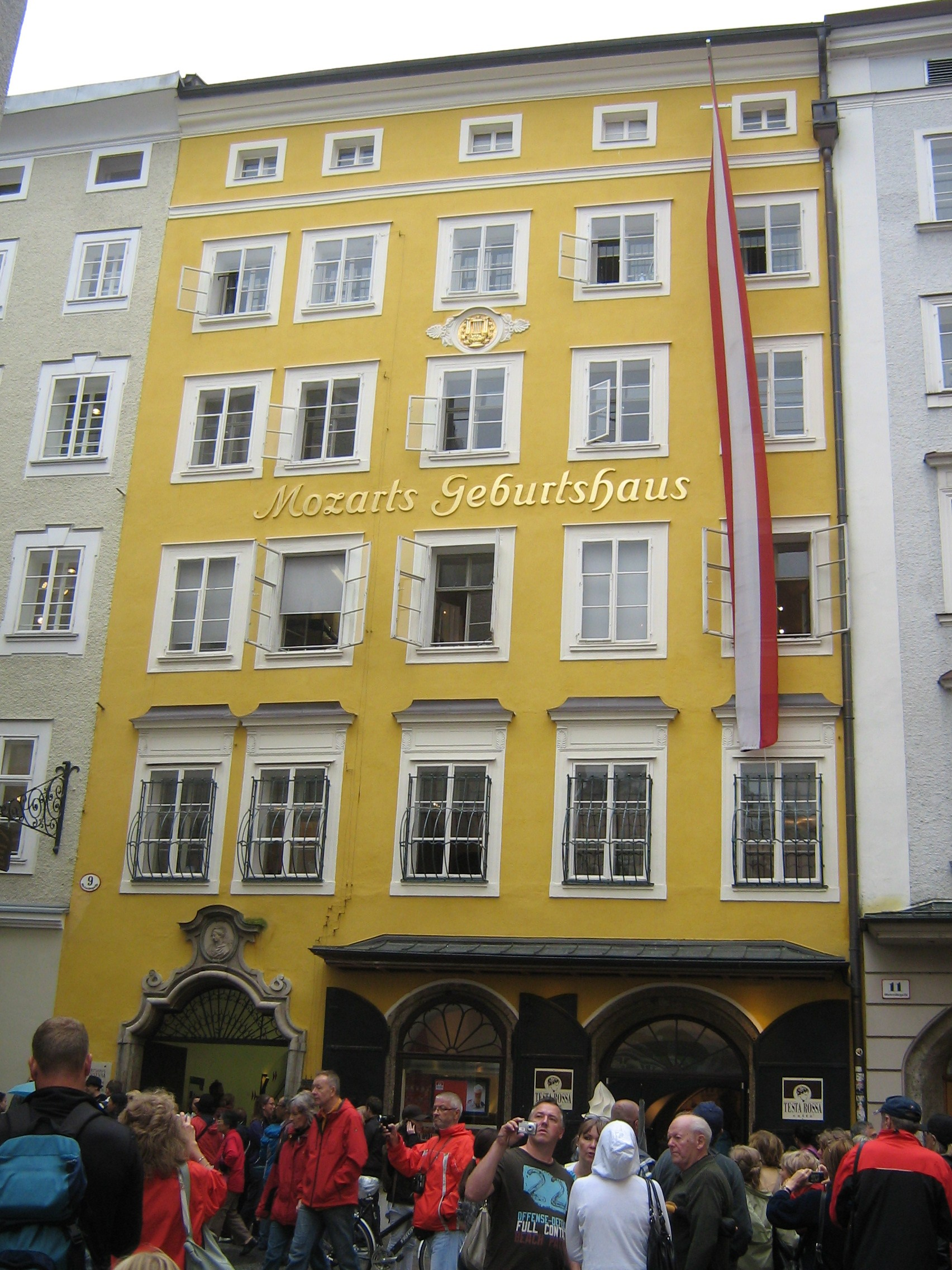
Salzbourg, maison natale de Mozart

- Musée-bibliothèque Pierre-André-Benoit, Alès.
- Musée d'art moderne de Céret, Hiroshima M.A.[13].
- Hôtel de ville de Neuilly-sur-Seine.
- Ministère de la Culture, Paris.
- Musée d'art moderne de la ville de Paris, Vieilles civilisations mexicaines, dessin[14].
- Fonds national d'art contemporain, Puteaux, Notre-Dame de Vie, pastel 65x50cm[12].
- Musée d'art moderne de Buenos Aires, Composition, technique mixte sur papier 39x28,5cm, 1966[15]..
- Institut d'art contemporain, Buenos Aires.
- National Museum of Women in the Arts, Washington, Pénombre[16].
- Weisman Art Museum, Minneapolis.
- Musée de Pécs (Hongrie).
- Maison natale de Mozart, 9, Getreidegasse, Salzbourg.
- Chemin de Croix, chapelle Adelshof, Axams (Autriche)[17].
- Vitrail, église de Birgitz (Autriche).